# Helmut Gröttrup
Helmut Gröttrup (Colônia; 12 de fevereiro de 1916 – Munique, 4 de julho de 1981) foi um engenheiro alemão. Trabalhou no desenvolvimento do míssil V-2 e posteriormente atuou como consultor na União Soviética durante o desenvolvimento do míssil R-1. Depois disso, regressou à Alemanha e seguiu carreira na área eletrônica, tendo sido um dos criadores do chamado cartão inteligente entre 1968 e 1969.

## Projeto do míssil V-2
Como assistente de Wernher von Braun, Gröttrup esteve envolvido no desenvolvimento do míssil V-2 no Centro de Pesquisas do Exército de Peenemünde. Lá ele foi responsável pelo desenvolvimento dos sistemas de orientação e controle do míssil.
Em 13 de Março de 1944, Gröttrup, Magnus von Braun e Klaus Riedel, foram presos em Stettin (hoje em dia Polônia), acusados de se preocupar mais com a pesquisa espacial do que com o esforço de guerra alemão.

## Projeto de mísseis soviético
Depois da Segunda Guerra Mundial, Gröttrup viveu por algum tempo na zona de ocupação alida, mas por não gostar da ideia de se separar da família, preferiu optar por trabalhar com os soviéticos, que na época estavam pretendendo reativar as fábricas de mísseis alemãs.
Gröttrup foi o engenheiro/pesquisador alemão mais importante com o qual os soviéticos puderam contar para iniciar o seu programa de mísseis. Entre 9 de Setembro de 1945 a 22 de outubro de 1946, Gröttrup trabalhou sob a supervisão de Sergei Korolev em Bleicherode, na zona de ocupação soviética, com o objetivo de restabelecer uma produção mínima de mísseis V-2. Como esta iniciativa era uma forma de defesa, violava claramente o Acordo de Potsdam. Esse projeto se tornou a base do programa de mísseis soviético, e serviu de modelo para os mísseis R-1 e R-2.
Em 22 de Outubro de 1946, Gröttrup e uma grande quantidade de engenheiros e cientistas alemães foram enviados para a União Soviética. Sempre sob a supervisão de Korolev, ele continuou trabalhando nos mísseis, e em 1947 já haviam sido efetuados onze lançamentos, cinco dos quais bem-sucedidos. A partir daí, Gröttrup e sua equipe de alemães foram relegados apenas a projetos teóricos, ficando praticamente confinados na Ilha de Gorodomlya. Em 22 de Novembro de 1953 Gröttrup retornou a Alemanha com sua família.

## Eletrônica e Computação
De volta a Alemanha, Gröttrup trabalhou na Standard Elektrik AG (C. Lorenz AG / G. Schaub Apparatebau) entre 1955 e 1958 em sistemas de controle de acesso. Em conjunto com Jürgen Dethloff ele desenvolveu e solicitou a patente do Cartão inteligente, que só foi concedida em 1982.

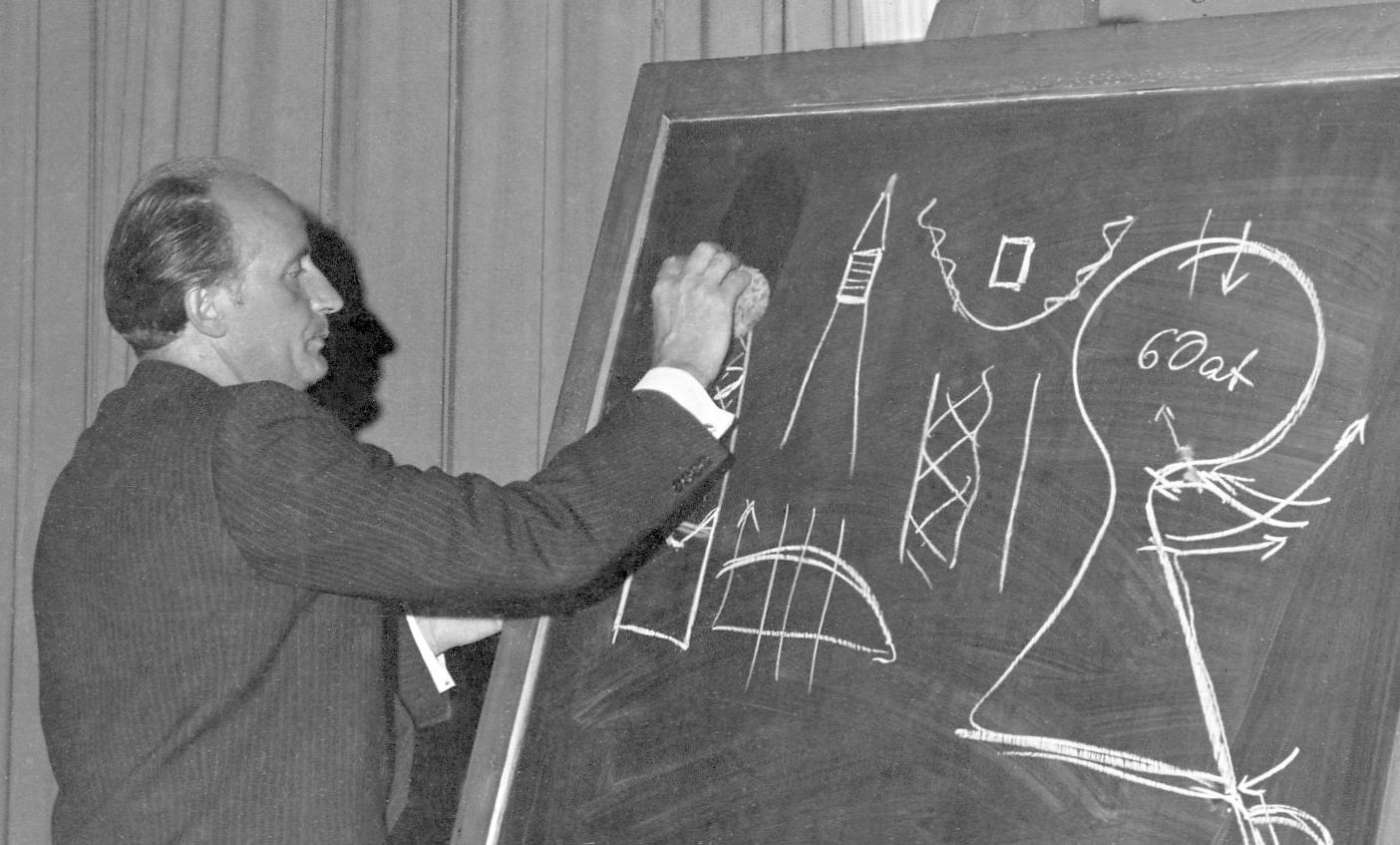
Helmut Gröttrup explicando os princípios básicos dos foguetes (1958)
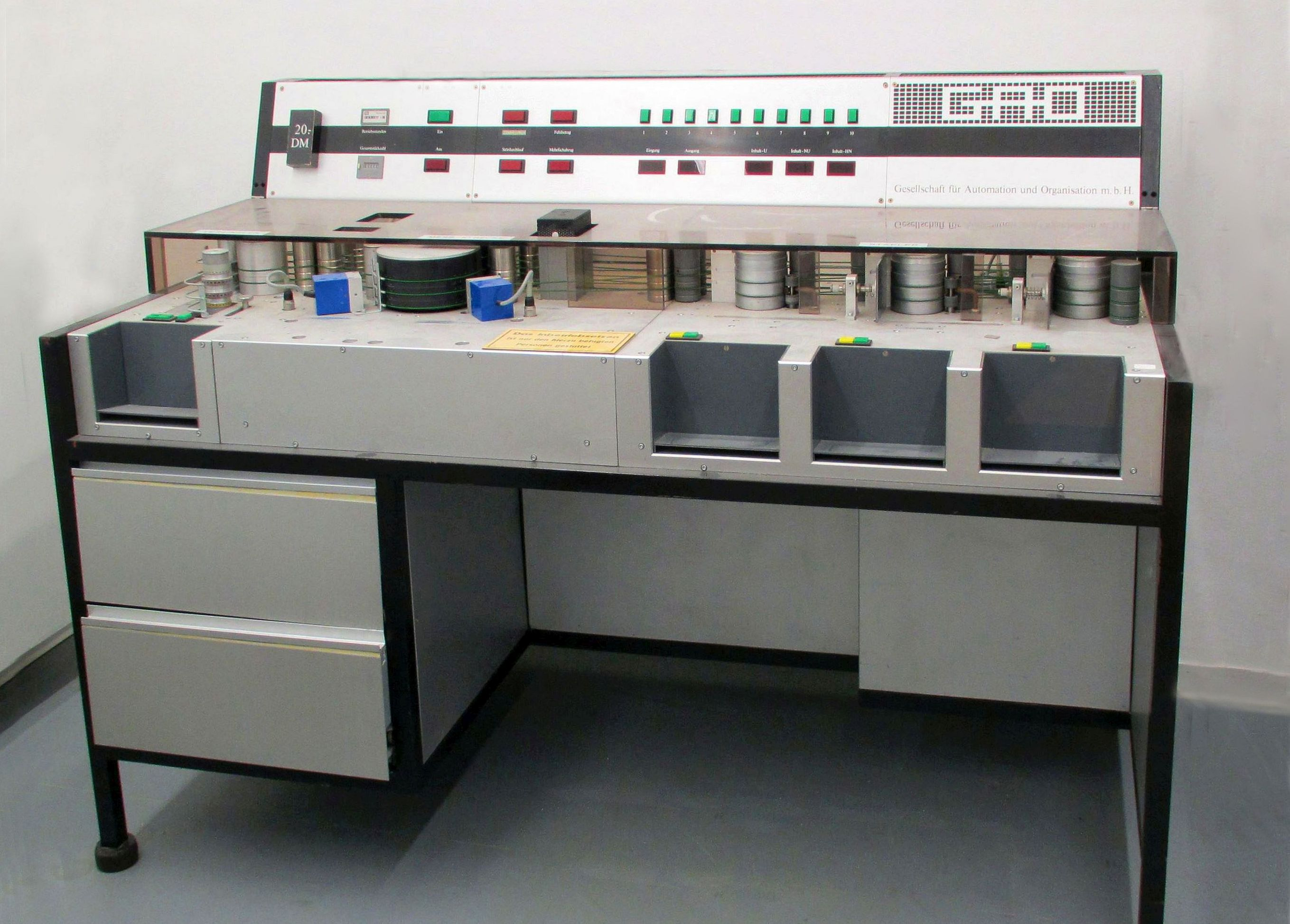
Protótipo funcional do primeiro sistema de processamento de notas ISS 300 (1974) de Giesecke & Devrient
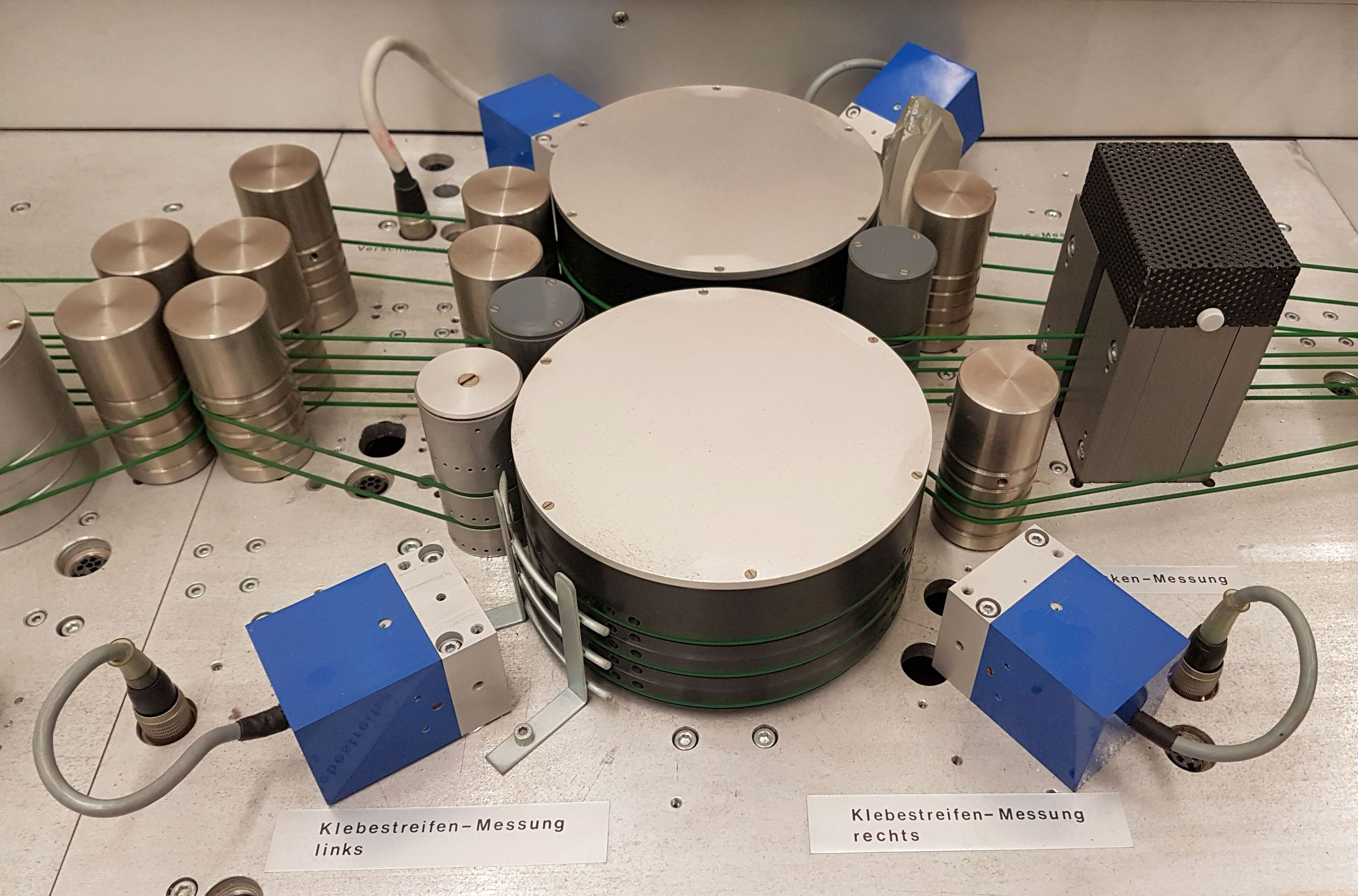
Seção do sensor do protótipo da ISS 300 (1974)
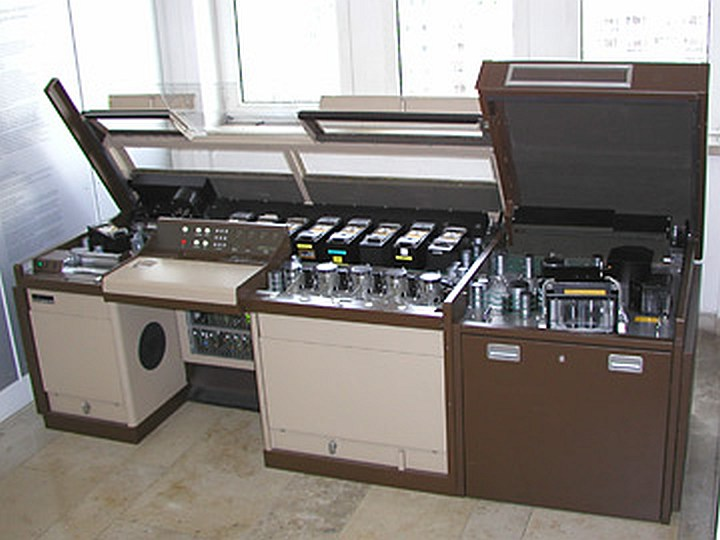
Sistema de processamento de notas ISS 300PS exposto no Deutsches Museum, Munique (1986)
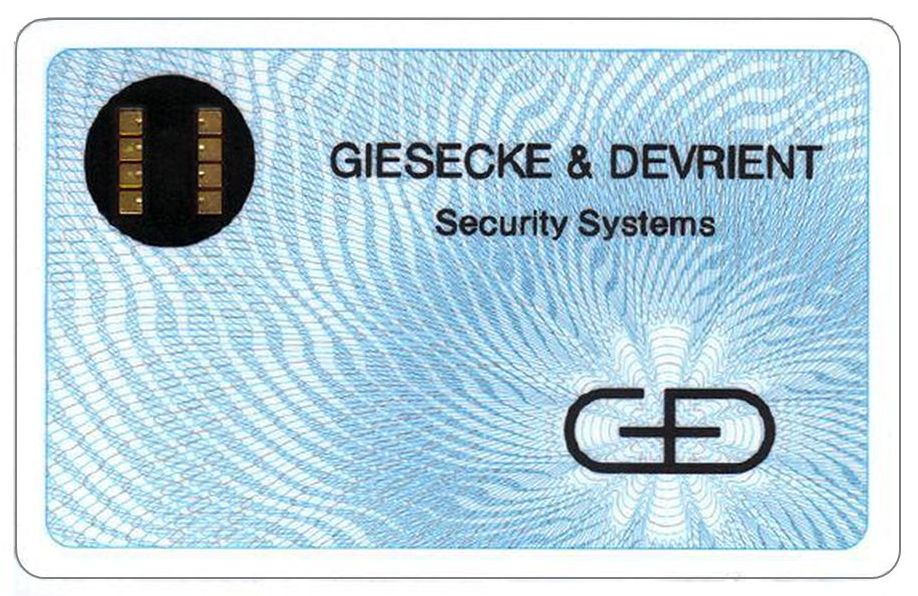
Primeiro cartão inteligente fabricado pela Giesecke & Devrient em 1979

## Publicações
- Gröttrup, Helmut. «Aus den Arbeiten des deutschen Raketenkollektivs in der Sowjet-Union» [From the work of the German rocket collective in the Soviet Union] (PDF). Deutsche Gesellschaft für Raketentechnik und Raumfahrt (DGRR). Raketentechnik und Raumfahrtforschung (em alemão). 1958 (2): 58-62. Consultado em 24 de novembro de 2023
- Gröttrup, Helmut (1959). Über Raketen. Eine allgemeinverständliche Einführung in Physik und Technik der Rakete [About rockets - General introduction to the physics and technology of rockets] (em alemão). Berlin: Ullstein. Consultado em 17 de novembro de 2023
- Gröttrup, Irmgard (1959). Die Besessenen und die Mächtigen. Im Schatten der roten Rakete [Rocket Wife. An Account of the Enforced Sojourn in Russia of German Rocket Scientists' Families] (em inglês). Traduzido por Hughes, Susi. Londres: André Deutsch. ASIN B0000CKD8Y
- Gröttrup, Helmut (1968). Die automatisierte Entscheidung. Aspekte der Automatisierung von Verwaltungsvorgängen [The automated decision. Aspects of the automation of administrative processes]. Col: Studium Generale (em alemão). 21. Berlim: Springer. pp. 1107–1129